# Énergie en Équateur
Le secteur de l'énergie en Équateur a une grande importance dans l'économie du pays ; il est membre de l'OPEP et le pétrole brut représentait en valeur 50 % de ses exportations en 2014.
L'Équateur a exporté 70,2 % de sa production de pétrole en 2020, mais ses raffineries ne couvrent que la moitié des besoins du pays en produits pétroliers, et l'autre moitié est importée.
La consommation d'énergie primaire de l'Équateur est faible : en 2019, elle était inférieure de 53 % à la moyenne mondiale et de 29 % à celle de l'Amérique latine. Ses émissions de CO2 étaient également faibles, inférieures de 54 % à la moyenne mondiale.
La part de l'électricité dans la consommation d'énergie finale était de 17,5 % en 2020. Sa production d'électricité provient à 75,4 % de ses centrales hydroélectriques, et les projets en cours devraient porter cette part à 92 % en 2025.

## Secteur pétrolier amont

production et consommation de pétrole

L'histoire du pétrole en Équateur commence en 1924, quand une compagnie britannique, Anglo-Ecuadorian Oil Fields Ltd, rachetée plus tard par Burmah Oil, découvre du pétrole sur la côte. La production n'est jamais très importante et ces petits gisements n'offrent plus aujourd'hui qu'une production résiduelle.
L'est du pays, sa partie amazonienne, où se situent les sources de l'Amazone, offre des richesses pétrolières bien plus importantes dans un bassin appelé Putumayo-Oriente-Maranon dans la nomenclature de l'USGS. On y trouve les mêmes roches sources qu'au Venezuela et en Colombie.
Cette région est difficile d'accès, à la fois à cause de la couverture forestière et parce qu'elle se situe au-delà de la cordillère des Andes. L'exploration y a véritablement démarré après la découverte du gisement d'Orito en Colombie en 1962, tout près de la frontière équatorienne. Plusieurs gisements importants furent alors découverts en Équateur. Pour exporter le pétrole, il fallait le transporter à travers les Andes. Un premier oléoduc fut achevé en 1972, permettant le décollage de la production du pays. Un deuxième, parallèle mais dédié à des pétroles plus lourds, a été ajouté en 2003.
Pour pallier le déclin des réserves existantes, l'Équateur a décidé d'exploiter les gisements du complexe Ishpingo-Tambococha-Tiputini (ITT), situé à la pointe est du pays dans le parc national Yasuni. Cette décision ayant été contestée à cause de son impact sur les populations indigènes et la biodiversité, l'Équateur a alors tenté de négocier avec la communauté internationale pour obtenir des compensations financières s'il n'exploitait pas ces réserves. Cette Initiative Yasuní-ITT fut un échec diplomatique, et l'exploitation fut finalement autorisée et commença en septembre 2016.
L'Équateur est membre de l'OPEP et le pétrole brut représente en valeur 50 % de ses exportations en 2014.
En 2022, selon l'Energy Institute, l'Équateur a produit 25,8 Mt (millions de tonnes) de pétrole, soit 0,48 Mb/j (millions de barils par jour), en hausse de 1,7 % en 2022, mais en baisse de 5 % par rapport à 2012 après un pic de 29,8 Mt en 2014. Il représente 0,6 % de la production mondiale, loin derrière les États-Unis (17,2 %), le Brésil (3,7 %) et la Colombie (0,9 %)
Le pays a exporté 820,5 PJ de brut en 2020, soit 70,2 % de sa production. Ces exportations vont pour plus de 60 % vers les raffineries de la côte ouest des États-Unis, le reste est essentiellement destiné aux pays voisins, Pérou et Chili. 
Le secteur du gaz naturel n'est pas très développé en Équateur. Le gaz associé des gisements de l'est du pays fut longtemps brûlé en torchère faute de débouchés. Au cours des années 2010, son utilisation pour la production électrique locale fut développé pour réduire ce gaspillage énergétique. Par ailleurs, un petit gisement de gaz offshore est exploité dans le golfe de Guayaquil et alimente une centrale électrique.

## Secteur pétrolier aval

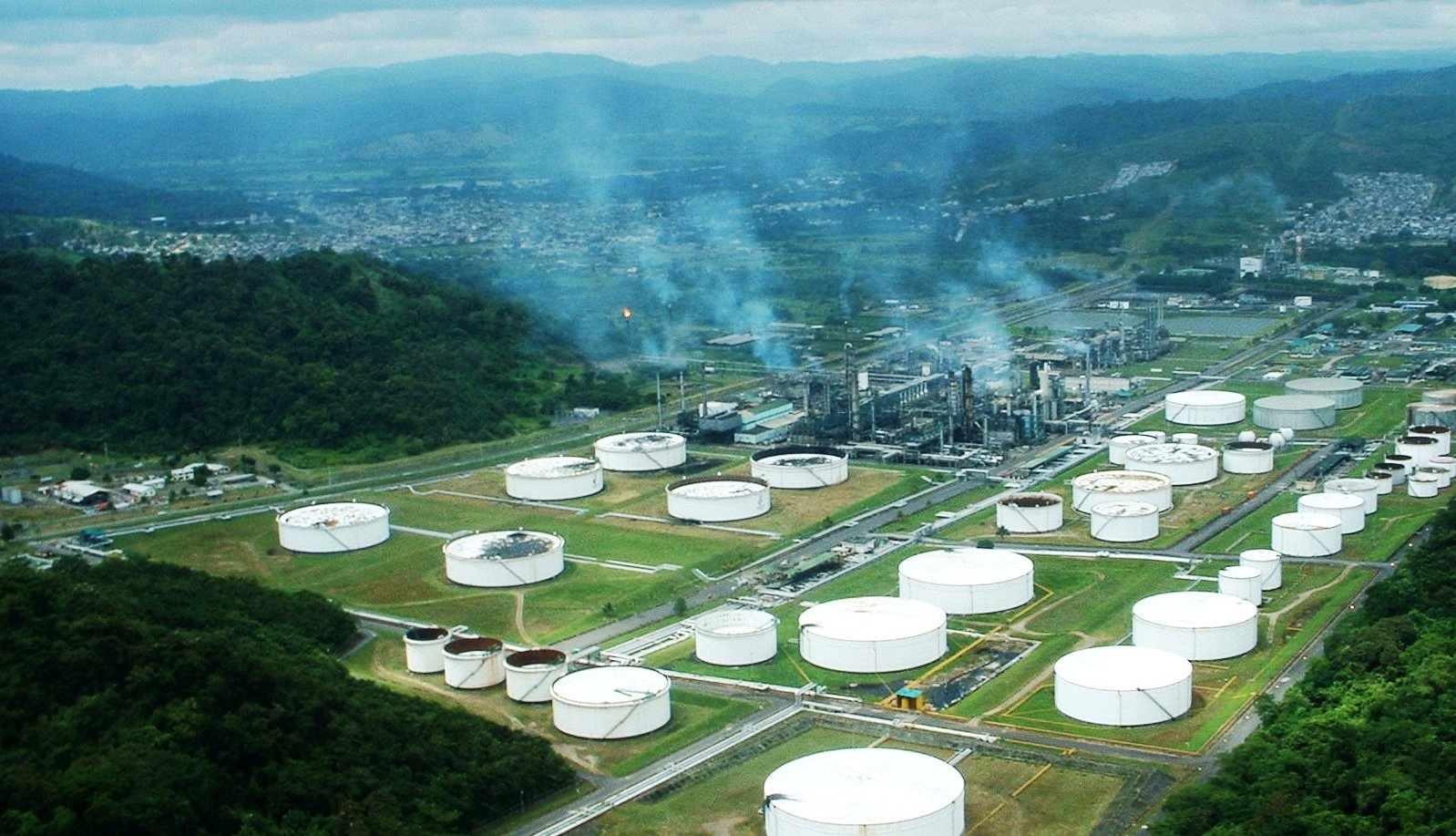
Raffinerie de Esmeraldas.

Le pays possède trois raffineries, toutes entre les mains de Petroecuador : 
- la raffinerie de Shushufindi (20 000 b/j), proche des gisements en pleine Amazonie ;
- la raffinerie de Esmeraldas (110 000 b/j) ;
- la raffinerie de La Libertad (45 000 b/j).

Cette capacité de raffinage est insuffisante pour les besoins du pays, d'autant que la raffinerie d'Esmeraldas ne fonctionne pas à pleine capacité, et elles produisent bien trop de fioul lourd proportionnellement. Le pays importe donc des produits pétroliers finis, notamment de l'essence et du diesel, et exporte du fioul lourd. En 2020, ces importations s'élevaient à 306,7 PJ, supérieures à la production des raffineries locales : 315,4 PJ. Le pays a exporté 118,8 PJ.

## Consommation d'énergie primaire
Avec une consommation d'énergie primaire de 37,1 GJ/habitant en 2019, l'Équateur se situe 53 % au-dessous de la moyenne mondiale : 79,1 GJ/hab, et 29 % au-dessous de celle de l'Amérique latine : 52,2 GJ/hab.
En 2020, la consommation intérieure d'énergie primaire de l'Équateur s'élevait à 645 PJ, dont 57,2 % de pétrole brut, 23,6 % de produits pétroliers, 2,7 % de gaz naturel, 13,8 % d'hydroélectricité, 3,6 % de biomasse.

## Secteur de l'électricité
La part de l'électricité dans la consommation d'énergie finale était de 17,5 % en 2020.
En 2022, selon les estimations de l'Energy Institute, l'Équateur a produit 33,0 TWh d'électricité, en progression de 2,5 % en 2022 et de 45 % depuis 2012, soit 0,1 % de la production mondiale.
Le pays a produit 31,28 TWh d'électricité en 2020, dont 75,4 % d'hydroélectricité, le reste est fourni presque entièrement par des centrales thermiques : pétrole 16 %, gaz naturel 3,7 %, biomasse 1,5 % ; l'éolien a fourni 0,2 % et le solaire 0,12 %.

### Centrales hydroélectriques
Les centrales hydroélectriques de l'Équateur totalisent une puissance de 5 191 MW fin 2022, année au cours de laquelle elles ont produit 25 TWh. Le pays se classe au 8e rang en Amérique du Sud pour sa puissance installée. Deux nouvelles centrales (84 MW) ont été mises en service en 2022 : Sarapullo (49 MW) et Sabanilla (36 MW).
Les centrales hydroélectriques ont produit 20,76 TWh en 2018, année au cours de laquelle 556 MW ont été mis en service, dont les centrales de Delsitanisagua (180 MW) et de Minas San Francisco (275 MW). Le plan directeur pour l'électricité prévoit l'installation de 4 700 MW entre 2018 et 2025, pour l'essentiel en centrales hydroélectriques telles que Cardenillo (596 MW) et Santiago G8 (3 600 MW), qui feraient passer la part de hydroélectricité dans la production électrique de 58 % à 92 % en 2025.
La majeure partie de ces centrales sont situées dans la province montagneuse d'Azuay au sud du pays. Le gouvernement a annoncé en 2015 un programme de construction de 2,8 GW de nouvelles centrales visant à réduire les pénuries de courant et à réduire la production à base de pétrole. L'objectif fixé est de porter la part de l'hydroélectricité dans la production d'électricité à 85 % en 2017 contre 46 % en 2015. En 2015 a été mise en service la centrale de Manduriacu (60 MW). Des accords « pétrole contre investissements » signés avec la Chine ont permis de financer des projets hydroélectriques en cours d'achèvement, en particulier ceux de Coca Codo Sinclair (1 500 MW) construit par Sinohydro pour 2,2 milliards de dollars, de Sopladora (487 MW) construit par China Gezhouba Group et de Toachi Pilatón (253 MW) financé par un consortium russe.

### Énergie éolienne

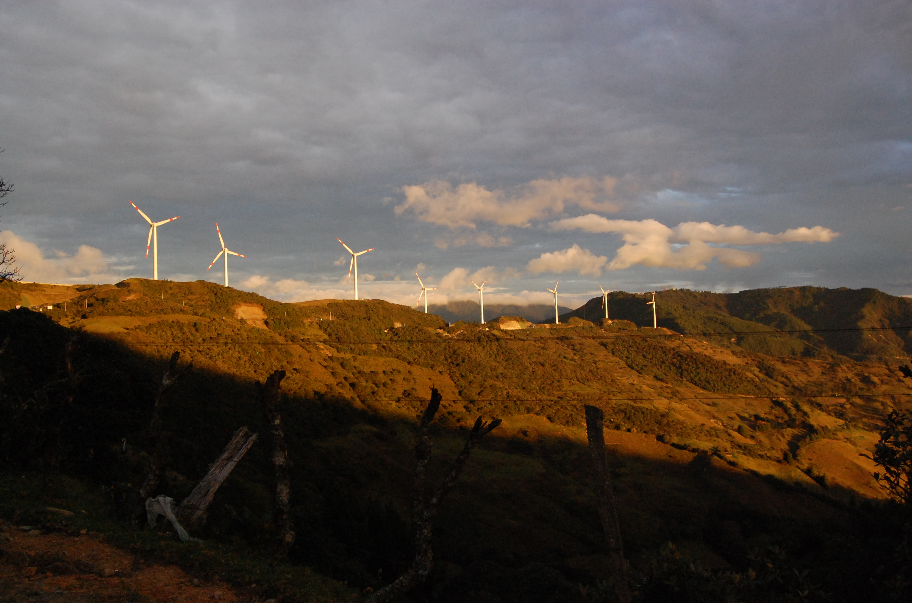
Parc éolien de Villonaco près de Loja, 2014.

Le premier parc éolien équatorien, celui de Villonaco (16,5 MW), a été construit de 2011 à 2013 près de Loja. Il se compose de 11 éoliennes de 1,5 MW,.

### Échanges internationaux d'électricité
En 2020, l'Équateur a importé 251 GWh et exporté 1 341 GWh ; le solde exportateur net de 1 090 GWh représente 3,5 % de la production du pays. En 2019, ce solde atteignait 1 821 GWh, soit 5,6 % de la production.

### Consommation d'électricité
Avec une consommation d'électricité de 1 506 kWh/habitant en 2019, l'Équateur se situe 54 % au-dessous de la moyenne mondiale : 3 265 kWh/hab, et 29 % au-dessous de celle de l'Amérique latine : 2 121 kWh/hab.
En 2020, la consommation d'électricité du pays s'élevait à 24,42 TWh, dont 39,9 % dans l'industrie, 31,7 % dans le secteur résidentiel et 26,2 % dans le secteur tertiaire.

## Impact environnemental
Les émissions de CO2 liées à l'énergie en Équateur étaient en 2019 de 2,03 tonnes de CO2 par habitant, inférieures de 54 % à la moyenne mondiale : 4,39 t et de 3 % à celle de l'Amérique latine : 2,10 t.